# Agatha Award/Bestes Sachbuch
Bestes Sachbuch (englisch Best Non-Fiction) ist eine der sechs regulären Kategorien, in denen der amerikanische Literaturpreis Agatha Award von der Malice Domestic Ltd. vergeben wird. Der Preis in dieser Kategorie wird seit 1994 jährlich verliehen; er zeichnet die beste im Vorjahr erschienene Biografie, den besten Essayband, Bibliographie oder sonstiges Nachschlagewerk oder Werk der Sachliteratur eines Autors aus dem Mystery-Genre aus. Werke des so genannten True-Crime-Genres, bei denen sich Autoren wahre Verbrechen als Ausgangspunkt einer größtenteils fiktiven Handlung annehmen (so etwa Truman Capotes Kaltblütig), sind nicht zulässig. Am erfolgreichsten in dieser Kategorie sind Daniel Stashower mit drei Auszeichnungen (2000 und 2014 sowie 2008 als Koautor) sowie Alzina Stone Dale, Willetta L. Heising, Jim Huang und Jane K. Cleland, die den Preis je zweimal gewinnen konnten.
Die Gewinner des Agatha Awards in der Kategorie Bestes Sachbuch sind:
| Jahr | Preisträger                                   | Titel | Deutscher Titel                                                  |
| ---- | --------------------------------------------- | --- | ---------------------------------------------------------------- |
| 1993 | Barbara D’Amato                               | The Doctor, the Murder, the Mystery                                                                                   | Schwarz und schuldig: Der Fall John Branion                      |
| 1994 | Jean Swanson und Dean James                   | By a Woman’s Hand |                                                                  |
| 1995 | Alzina Stone Dale                             | Mystery Readers Walking Guide: Chicago                                                                                |                                                                  |
| 1996 | Willetta L. Heising                           | Detecting Women 2 |                                                                  |
| 1997 | Willetta L. Heising                           | Detecting Men (Pocket Guide)                                                                                          |                                                                  |
| 1998 | Alzina Stone Dale                             | Mystery Reader’s Walking Guide: Washington D. C.                                                                      |                                                                  |
| 1999 | Daniel Stashower                              | Teller of Tales: The Life of Arthur Conan Doyle                                                                       | Sir Arthur Conan Doyle: Das Leben des Vaters von Sherlock Holmes |
| 2000 | Jim Huang                                     | 100 Favorite Mysteries of the Century                                                                                 |                                                                  |
| 2001 | Tony Hillerman                                | Seldom Disappointed: A Memoir                                                                                         |                                                                  |
| 2002 | Jim Huang                                     | They Died in Vain: Overlooked, Underappreciated, and Forgotten Mystery Novels                                         |                                                                  |
| 2003 | Elizabeth Peters und Kristen Whitbread        | Amelia Peabody’s Egypt: A Compendium                                                                                  |                                                                  |
| 2004 | Jack French                                   | Private Eye-Lashes: Radio’s Lady Detectives                                                                           |                                                                  |
| 2005 | Melanie Rehak                                 | Girl Sleuth: Nancy Drew and the Women Who Created Her                                                                 |                                                                  |
| 2006 | Chris Roerden                                 | Don’t Murder Your Mystery                                                                                             |                                                                  |
| 2007 | Charles Foley Jon Lellenberg Daniel Stashower | Arthur Conan Doyle: A Life in Letters                                                                                 |                                                                  |
| 2008 | Kathy Lynn Emerson                            | How to Write Killer Historical Mysteries                                                                              |                                                                  |
| 2009 | Elena Santangelo                              | Dame Agatha’s Shorts                                                                                                  |                                                                  |
| 2010 | John Curran                                   | Agatha Christie’s Secret Notebooks                                                                                    |                                                                  |
| 2011 | Leslie Budewitz                               | Books, Crooks and Counselors                                                                                          |                                                                  |
| 2012 | John Connolly und Declan Burke                | Books to Die For |                                                                  |
| 2013 | Daniel Stashower                              | The Hour of Peril: The Secret Plot to Murder Lincoln Before the Civil War                                             |                                                                  |
| 2014 | Hank Phillippi Ryan                           | Writes of Passage - Adventures on the Writer’s Journey                                                                |                                                                  |
| 2015 | Martin Edwards                                | The Golden Age of Murder: The Mystery of the Writers Who Invented the Modern Detective Story                          |                                                                  |
| 2016 | Jane K. Cleland                               | Mastering Suspense, Structure, and Plot: How to Write Gripping Stories that Keep Readers on the Edge of Their Seats   |                                                                  |
| 2017 | Mattias Boström                               | From Holmes to Sherlock: The Story of the Men and Women Who Created an Icon                                           | Von Mr. Holmes zu Sherlock                                       |
| 2018 | Jane K. Cleland                               | Mastering Plot Twists: How to Use Suspense, Targeted Storytelling Strategies, and Structure to Captivate Your Readers |                                                                  |
| 2019 | Mo Moulton                                    | The Mutual Admiration Society: How Dorothy L. Sayers and her Oxford Circle Remade the World for Women                 |                                                                  |
| 2020 | Christina Lane                                | Phantom Lady: Hollywood Producer Joan Harrison, the Forgotten Woman Behind Hitchcock                                  |                                                                  |
| 2021 | Lee Child und Laurie R. King (Hrsg.)          | How to Write a Mystery: A Handbook from Mystery Writers of America                                                    |                                                                  |
| 2022 | Sisters in Crime                              | Promophobia: Taking the Mystery Out of Promoting Crime Fiction                                                        |                                                                  |
| 2023 | Anjili Babbar                                 | Finders: Justice, Faith and Identity in Irish Crime Fiction                                                           |                                                                  |
| 2024 | Phyllis M. Betz (Hrsg.)                       | Writing the Cozy Mystery: Authors' Perspectives on Their Craft                                                        |                                                                  |